# 耽子镇
耽子镇，是中华人民共和国山西省运城市临猗县下辖的一个乡镇级行政单位。

## 行政区划
耽子镇下辖以下地区：
堡里村、北畅村、北张村、耽子村、耽子庄村、东贾村、高堆村、后土营村、靳家卓村、柳村、柳家卓村、莫道池村、南畅村、潘家庄村、上王村、孙远村、孙远庄村、陶唐村、西窑里村和周家窑村。